# Amomum meghalayense
Amomum meghalayense là một loài thực vật có hoa trong họ Gừng. Loài này được Thomas V. P., Mamiyil Sabu và Sanoj E. mô tả khoa học đầu tiên năm 2016.

## Từ nguyên
Tính từ định danh meghalayense lấy theo tên bang Meghalaya.

## Phân bố
Loài này có ở Meghalaya, Ấn Độ.